# 全県500歳野球大会
全県500歳野球大会（ぜんけんごひゃくさいやきゅうたいかい）は、毎年秋田県大仙市で行われる野球のトーナメント大会である。生涯現役で野球をプレーし続けられるよう、「出場選手の年齢合計を500歳以上」とするなど、独自のルールを定めている。秋田県内のチームにより行われているが、近年は、全国のチームを対象とした「全国500歳野球大会」も開催されている。

## 概要
1978年（昭和53年）、東北肥料株式会社取締役で秋田県野球協会会長を務めた高橋政泰の提案により、実戦に参加する機会がなく観戦だけに終わっている50歳以上の野球経験者たち（1930年に神宮寺小学校尋常科が全県準優勝した時のメンバー）が集まり、神岡町で紅白試合を行ったところ、熱戦になったことから、翌1979年（昭和54年）6月にも紅白試合を開催。この試合も反響が大きく、翌7月に近隣の参加者を募り「第1回大曲仙北500歳野球大会」を開催したところ、選手の間から「今度は全県大会を開催したら」との声が上がり、同年10月20日、秋田魁新報社が主催となり、少年野球発祥の地と言われる神岡町の主管により、「第1回全県500歳野球大会」が行われるに至った。参加チーム数は第1回は8チームだったが、以後参加チーム数は増加。2019年は180チームが参加した。1994年には、大友康二・作詞、菅原良吉・作曲の「時　限りなく」が500歳野球大会歌として、制定されている。
なお、全県500歳野球に関する資料は、秋田県大仙市のかみおか獄雄館に展示されている。2014年には、吉永小百合が出場者に対し、「500歳野球大会出場の皆様、一生涯現役で野球を続けられていると伺い、本当に素晴らしいことと思います。お怪我に気をつけて、大活躍なさってください。応援に行くことが出来ませんけれど、一生懸命遠くから声援を送ります。頑張って下さいね！！」とメッセージを送り、以後毎年、このメッセージがパンフレットに掲載されている。

### 主催・後援
第1回から、秋田魁新報社が主催を続けており、大会結果は紙面で大きく取り扱われている。

## 歴史
- 1978年　高橋政泰の提案で、1930年に神宮寺小学校尋常科が全県準優勝した時のメンバーらが集まり紅白試合を開催。
- 1979年　6月に紅白試合、7月に規模を広げ「第1回大曲仙北500歳野球大会」を開催したところ、好評を得て、10月に8チーム参加により第1回大会を開催する。
- 1980年　9月に第2回大会を開催。以後、9月開催となる。10チームが参加。
- 1981年　13チームが参加。出場チームの提案により、初日の日程消化後、交歓パーティーを開催[4]。
- 1993年　神岡町で野球が始まって90年、平和中野球後援会創立35周年、全県500歳野球15周年を記念して、11月7日に農村環境改善センターで式典を開催。
- 1994年　大会歌「時　限りなく」が制定される。
- 2015年　エキシビションマッチとして、座間市選抜（神奈川県）と大仙市選抜（秋田県）が対戦。5-2で大仙市選抜が勝利する[5]。
- 2017年　全県500歳野球大会開催前の7月に、秋田県外も含めた32チームで争う、第1回全国500歳野球大会を開催[6]。
- 2019年　180チームが参加。決勝進出した2チームが2020年に開催の第4回全国500歳野球大会出場権を獲得。

## 大会方式
トーナメント方式で行われている。

### 出場資格[7]
- 参加者は、大会開催年度内に、満50歳を迎える年代以上に限られる。
- ゲーム出場選手9人の合計年齢が500歳以上。
- 登録は、監督・主将を含めて30人以内。

### 選手の服装・着用品[7]
- ユニフォーム等は、チームで統一する
- スパイクはポイントスパイク。金属製金具の付いたスパイクは使用禁止。
- 捕手は、プロテクター・ヘルメット・レガーズを着用。また、ファウルカップの着用を奨励する。打者、次打者、走者、ベースコーチも安全のためヘルメットを着用。

### 試合上の規則[7]
- 試合は5イニング制で行う。タイ・ブレークを適用しない場合において、試合が同点の時は出場選手9人によるジャンケン（両チームとも打順1番から）で勝敗を決める。
- 競技場区画は投手～本塁間16m。塁間23m。  両翼～本塁間75m。中堅～本塁間85m。バッターボックス区画やベース類は一般用のものを用いる。
- 投手、野手にこだわらず1度ゲームを退いても、何度でも出場できる。ただし、投手がイニング途中で退いた場合、同イニングでの再登板は認められない。
- 55歳までの投手が投球できるのは、アウトカウント9を取るまでとし、56歳以上の投手は制限がない。ただし、タイ・ブレークに至った場合は年齢制限を除外する。
- タイ・ブレークを適用する場合の走者は、選択した打者の逆順となる。次回（7回）以降は、前イニング終了後からの継続打順となり決勝戦も適用される。
- 雨天や日没の場合、3回以降で勝敗が確定した時はコールドゲームを適用する場合がある。この時点で同点の場合は、出場選手9人によるジャンケンで勝敗を決める。
- その他、上記規則に特別の定めがない事項については  実行委員会及び大会本部が別に定めるものとする。

### 再度出場の規則（代打代走）[7]
- 打者に代わって代打者、走者に代わって代走者が出場できるが、打者、走者共に打順表の中でその順番が固定されており、多様な選手交代によって打者の打順を変えることはできない。※守備位置が変わっても、打順は1試合を通じて固定される。
- 代打者、代走者が守備についてもよいが、代わった  自分の打順で打撃を続けること。
- 代打、代走を出す場合でも、常に9人の合計が500歳以上になっていなければならない。

## 歴代優勝チーム
| 回 | 年度   | 優勝                               | スコア | 準優勝                 | ベスト4                         | 備考 | 出場チーム数 |
| -- | ------ | ---------------------------------- | ------ | ---------------------- | ------------------------------- | --- | ------------ |
| 1  | 1979年 | 駒陽クラブ 船川OB （両チーム優勝） | 10－10 |                        | 神宮寺獄クラブ 角球クラブ       | 決勝戦は、降雨、日没により3回コールド引き分けで、両チーム優勝となった。 みぞれ混じりの悪天候のためベンチには炭火が置かれた。 また、第1回で慣れないこともあり、選手交代のたびに監督が電卓をはじき、出場9人の合計年齢を計算する姿が見られた。 大会第1号本塁打は、高橋精力（神宮寺嶽クラブ）が放った。 優勝旗とカップは、優勝の2チームが半年ずつ保管したという。 | 8            |
| 2  | 1980年 | 東北肥料                           | 15-2   | 田沢湖駒陽クラブ       | 能代OB 船川OB                   | 第1回で優勝を分け合った田沢湖駒陽クラブと船川OBが準決勝で対戦。 | 10           |
| 3  | 1981年 | 能代OB                             | 8-6    | 田沢湖駒陽クラブ       | 土崎くらぶ 東北肥料             | 悪天候に見舞われながらも大会を敢行。 最終日には会場の中川原グラウンドに早朝から地元の若者が駆けつけ、スコップやトンボで整備を手伝った。 雨上がりのグラウンドにトラック5台分の砂が運び込まれるなど、大会を支える人たちの暖かさの感じられる大会となった。 | 13           |
| 4  | 1982年 | 日新クラブ                         | 5-3    | 能代OB                 | 船川OB 土崎クラブ               | 優勝経験のある東北肥料OB、田沢湖駒陽クラブが初戦で敗れる波乱の大会となった。 | 17           |
| 5  | 1983年 | 港OBクラブ                         | 8-1    | 新屋日新クラブ         | 能代愛球クラブ TOHIクラブ       | 初日の試合前に遠投協議を実施。 準々決勝では新屋日新クラブの斉藤政雄、泉谷敏夫が継投による完全試合を達成した。 | 21           |
| 6  | 1984年 | TOHI OB                            | 8-4    | 港OBクラブ             | 田沢湖駒陽クラブ 能代愛球クラブ | 神岡町の少年野球発展に尽力し、この年の7月に亡くなった佐々木廣之輔の遺族から新たに優勝トロフィー「佐々木杯」が贈られることになった。 | 24           |
| 7  | 1985年 | TOHI OB                            | 8-4    | 秋田営林局OB           | 能代愛球クラブ 港OBクラブ       | 秋田営林局OBの三浦次郎が、80代の選手として初めて登録された。 三浦は試合で盗塁に挑み、悪送球を誘って得点に貢献するなど、大いに話題になった。 TOHI OBが、大会初の2連覇達成。 | 32           |
| 8  | 1986年 | 港OBクラブ                         | 11-1   | 東肥OB                 | 秋田営林局OB 中通クラブ         | 外野フェンスを両翼75m、中堅85mに拡張。この大会から、神岡町職員総出による運営となる。 会場では、農協青年部、婦人部員のいものこ汁の無料サービスや、季節野菜を格安で販売するコーナーが設けられる。 | 36           |
| 9  | 1987年 | 新屋日新クラブ                     | 7-1    | 港OBクラブ             | 角館クラブ 秋田営林局OB         | 会場では、前回を大きく上回るサトイモの販売数を記録。 各会場で神岡町野球連盟の製作したテレホンカードが販売され、町が総力を挙げての運営になった。 | 38           |
| 10 | 1988年 | 秋田営林局OB                       | 2-1    | 能代OB                 | 能代愛球クラブ 秋田市役所OB     | この年、神岡野球場が完成。グラウンド開きの大会となった。年齢別の遠投大会を実施。 | 45           |
| 11 | 1989年 | 大曲クラブ                         | 7-6    | 能代愛球クラブ         | 本条三六会 港OBクラブ           | 優勝チームの受け取る賞に、厚生大臣杯が加わる。 決勝は7回を終了しても決着がつかず、決勝では初のスペシャルルール（無死満塁）が適用された。 初戦敗退後、第2日の試合のため、チーム全員で雨で荒れたグラウンドを整備した増田OBに、特別にグッドマナー賞が贈られた。                                                                                                  | 47           |
| 12 | 1990年 | 大曲クラブ                         | 11-3   | 角館クラブ             | 港OBクラブ 角館クラブ           | 大曲クラブが2連覇。恒例のいものこ汁の無料サービス、町特産のサトイモやゴボウなどの野菜類の販売が大盛況に。 | 51           |
| 13 | 1991年 | 能代愛球クラブ                     | 6-2    | 秋田営林局OB           | 船川OB TOHIクラブ               | 決勝戦が台風19号の影響で順延。その後も雨やチームの都合などで5度延期され、11月3日決勝戦が開催される異例の大会となった。 | 61           |
| 14 | 1992年 | 土崎くらぶ                         | 3-0    | 秋田営林局OB           | 仁賀保球友会 船川OB             | この年から、秋田魁新報社が特集号を発行。過去最多となる49本塁打を記録。 | 72           |
| 15 | 1993年 | しんまちOB                         | 3-2    | 横手クラブ             | 土崎くらぶ 大曲クラブ           | 元プロ野球選手の高橋幸次郎（船川OB）、藤原敬典（秋田営林局OB）、山本恒敬（神宮寺嶽クラブ）が登録された。 角川川角球クラブOBの森川幸雄が、4打席連続本塁打（2試合にわたり）を記録。 | 83           |
| 16 | 1994年 | 新屋日新クラブ                     | 10-1   | 土崎くらぶ             | 大曲クラブ 比内クラブ           | 大会歌「時 限りなく」が誕生。 | 89           |
| 17 | 1995年 | 港OBクラブ                         | 2-1    | 大曲クラブ             | 秋田八橋クラブ 新屋日新クラブ   | 過去最多を更新する51本塁打を記録。 | 96           |
| 18 | 1996年 | 大曲クラブ                         | 8-2    | 土崎くらぶ             | 大住クラブ 中仙クラブ           | 開会式後、エキシビジョンマッチとして、第1回全国中等学校優勝野球大会決勝で秋田中と対戦した、 京都二中のOBで作る、京都二中鳥羽クラブ全京都と神岡町選抜が対戦。 大住クラブの小坂清七が5試合連続完投の記録を樹立。過去最多となる64本塁打を記録。 | 104          |
| 19 | 1997年 | 新屋日新クラブ                     | 11-0   | 牛島OB同好会           | 秋田八橋クラブ 角館クラブ       | 各会場でのいものこ汁の無料サービスが困難になり、配布は道の駅かみおか「茶屋っこ一里塚」１ヶ所に集約。おにぎりの配布は行われなくなった。この年から、グッドマナー賞が常設となる。 | 114          |
| 20 | 1998年 | 牛島OB野球同好会                   | 13-3   | 脇本OB野球クラブ       | 角間川角球クラブ 能代中和クラブ | 開会式後、京都二中鳥羽クラブ全京都と神岡町・南外村選抜が対戦。 | 122          |
| 21 | 1999年 | 新屋日新クラブ                     | 2-1    | 追分野球クラブ         | 若美町OB野球名士会 土崎くらぶ   | しんまちOBの石山政治が86歳で出場。大会最年長出場選手となる。 大住クラブが小坂清七、相原由重の継投による完全試合を達成。 | 130          |
| 22 | 2000年 | 横手クラブ                         | 6-0    | 牛島OB野球同好会       | 十文字球友会 新屋日新クラブ     | 京都・鳥羽高野球部OB会・鳥羽クラブから優勝カップ「鳥羽杯」が贈られた。 横手クラブは7年ぶりの決勝進出で初優勝。横手中央クラブOBの唐沢徳男が68歳での最年長本塁打を記録。 土崎くらぶの佐藤伸一が4試合で16本塁打を放ち、最多本塁打記録を更新。 | 136          |
| 23 | 2001年 | 横手クラブ                         | 2-1    | 土崎くらぶ             | 秋田八橋クラブ 高清水野球クラブ | メイン会場となった神岡野球場では、大曲工高野球部の佐藤千春マネージャーが休日返上で場内アナウンスを担当。 | 141          |
| 24 | 2002年 | 土崎くらぶ                         | 5-3    | 八郎潟セイルズ         | 湯城クラブ 金砂クラブ           | 優勝した土崎くらぶに、ダイエー・王貞治監督のサイン入りバットとボールが贈られた。 | 145          |
| 25 | 2003年 | 横手クラブ                         | 9-4    | 秋田市役所OB           | 大曲クラブ 秋田東部クラブ       | 横手クラブは2年ぶり3回目の優勝。 | 150          |
| 26 | 2004年 | 横手クラブ                         | 7-1    | 三菱マテリアルOBクラブ | 八郎潟セイルズ 横手中央クラブOB | 横手クラブ・藤原利雄は、ライバル視していた三菱マテリアルOBクラブ・伊藤洋一に投げ勝ち、最優秀投手賞を受賞。 | 150          |
| 27 | 2005年 | 秋銀クラブ                         | 1-0    | ナイスミドルOB         | 比内クラブ 高清水野球クラブ     | 秋銀クラブが初出場初優勝。秋田銀行の硬式野球部が前年に解散し、この年初参加で優勝だった。 | 156          |
| 28 | 2006年 | 秋銀クラブ                         | 4-2    | 比内クラブ             | 横手クラブ 八郎潟セイルズ       | 秋銀クラブが2連覇達成。 正捕手・笹山大誠が五十肩のため、泉谷元久が通年で捕手を務め、この大会では準決勝と決勝で６打数４安打と活躍、MVPを受賞した。 | 162          |
| 29 | 2007年 | 秋銀クラブ                         | 4-1    | 八郎潟セイルズ         | ナイスミドルOB 若美OB会         | 秋銀クラブが史上初の3連覇達成。 前年、五十肩のため不振だった捕手・笹山大誠が決勝で３点本塁打を放つ活躍で、MVPを受賞。捕手としては大会を通じて盗塁を３回刺す活躍だった。 | 167          |
| 30 | 2008年 | 八郎潟セイルズ                     | 6-1    | 秋銀クラブ             | 船川OB 大館グリーンクラブ       | ３年連続で秋銀クラブに破れていた八郎潟セイルズが雪辱を果たし初優勝。 秋銀クラブの４連覇は叶わなかった。 | 170          |
| 31 | 2009年 |                                    |        |                        |                                 | |              |
| 32 | 2010年 |                                    |        |                        |                                 | |              |
| 33 | 2011年 |                                    |        |                        |                                 | |              |
| 34 | 2012年 |                                    |        |                        |                                 | |              |
| 35 | 2013年 |                                    |        |                        |                                 | |              |
| 36 | 2014年 |                                    |        |                        |                                 | |              |
| 37 | 2015年 | 牛島クラブ                         | 4-1    | 大住クラブ             | 大曲クラブ 神岡大浦クラブ       | | 184          |
| 38 | 2016年 | 秋銀クラブ                         | 3-0    | 追分野球クラブ         | 南山第五野球部 土崎くらぶ       | | 184          |
| 39 | 2017年 | ナイスミドルOB                     | 7-3    | 南山第五野球部         | 能代実業団OB 若美OB会           | 刈和野新和会の選手として、柳葉敏郎が出場。 | 185          |
| 40 | 2018年 | ナイスミドルOB                     | 2-1    | 高清水野球クラブ       | 大曲クラブ 鷹巣野球クラブ       | 大会開始以来初めて参加チームが減少する。 | 184          |
| 41 | 2019年 | 牛島クラブ                         | 2-0    | 角間川角球クラブ       | 保戸野野球クラブ オール県庁OB   | 決勝進出した牛島クラブ、角間川角球クラブは、第4回全国500歳野球大会の出場権を獲得。 | 180          |